# Muhammadabad
Muhammadabad es un pueblo y nagar Panchayat situado en el distrito de Mau en el estado de Uttar Pradesh (India). Su población es de 41780 habitantes (2011). 

## Demografía
Según el censo de 2011 la población de Muhammadabad era de 41780 habitantes, de los cuales 21503 eran hombres y 20277 eran mujeres. Muhammadabad tiene una tasa media de alfabetización del 79,44%, superior a la media estatal del 67,68%: la alfabetización masculina es del 84,69%, y la alfabetización femenina del 73,86%.